# Borgholms landsfiskalsdistrikt
Borgholms landsfiskalsdistrikt var 1918–1964 ett landsfiskalsdistrikt i Kalmar län, bildat när Sveriges indelning i landsfiskalsdistrikt trädde i kraft den 1 januari 1918, enligt beslut den 7 september 1917. Den 1 januari 1965 avskaffades i Sverige samtliga landsfiskaler och landsfiskalsdistrikt, och deras arbetsuppgifter delades upp på de nyskapade indelningarna polisdistrikt, åklagardistrikt och kronofogdedistrikt.
Landsfiskalsdistriktet låg under länsstyrelsen i Kalmar län.

## Ingående områden
När Sveriges nya indelning i landsfiskalsdistrikt trädde i kraft den 1 oktober 1941 (enligt kungörelsen den 28 juni 1941) tillfördes kommunerna Algutsrum, Glömminge och Norra Möckleby från Mörbylånga landsfiskalsdistrikt. Samtidigt överfördes kommunerna Alböke och Löt till Åkerbo landsfiskalsdistrikt. När Sveriges nya indelning i landsfiskalsdistrikt trädde i kraft den 1 januari 1952 (enligt kungörelsen 1 juni 1951) ändrades distriktets omfattning.

### Från 1918
- Borgholms stad

Runstens härad
- Bredsätra landskommun
- Egby landskommun
- Gärdslösa landskommun
- Långlöts landskommun
- Löts landskommun
- Runstens landskommun

Slättbo härad:
- Alböke landskommun
- Högsrums landskommun
- Köpings landskommun
- Räpplinge landskommun

### Från 1 oktober 1941
- Borgholms stad

Algutsrums härad:
- Algutsrums landskommun
- Glömminge landskommun

Möckleby härad:
- Norra Möckleby landskommun

Runstens härad
- Bredsätra landskommun
- Egby landskommun
- Gärdslösa landskommun
- Långlöts landskommun
- Runstens landskommun

Slättbo härad:
- Högsrums landskommun
- Köpings landskommun
- Räpplinge landskommun

### Från 1 januari 1952
- Borgholms stad
- Gärdslösa landskommun
- Torslunda landskommun